# FA Cup 1874-75
La Football Association Challenge Cup 1874–75 fue la cuarta edición de la FA Cup, la copa de Inglaterra, el torneo más antiguo del fútbol inglés. compitieron veintinueve equipos, uno más que la edición anterior, aunque cuatro de ellos nunca jugaron ni un solo partido. La final la disputaron el Royal Engineers–jugando su tercera final de la FA Cup– y el Old Etonians–jugando su primera final–. En su camino a la final, el Royal Engineers eliminó al Marlow en primera fase, al Cambridge University en la segunda, al Clapham Rovers en la tercera y al Oxford University en semifinales. Por su parte, Old Etonians dejó en el camino a Swifts en primera fase, en la segunda fase avanzó por exención, en la tercera eliminó a Maidenhead y en semifinales derrotó a Shropshire Wanderers.
En la final, jugada el 13 de marzo de 1875, Old Etonians forzó un desempate al terminar el partido 1-1. El desempate se jugó tres días más tarde. Los goles de Henry Renny-Tailyour y William Stafford aseguraron una victoria por 2-0 para Royal Engineers.

## Sistema de juego
El torneo se jugó en tres fases, semifinales y final con partidos de eliminación directa, en caso de empate se jugaría un partido más. Al haber 29 equipos, Reigate Priory avanzó directamente a la segunda ronda al no tener contrincante en la primera, de igual forma lo hizo el Old Etonians hacia la tercera. 

## Primera fase
En esta fase iniciaron los 29 equipos inscritos en la competición. Sin embargo, debido al número impar de participantes, Reigate Priory clasificó directamente a la segunda fase. Civil Service, Windsor Home Park y Shropshire Wanderers clasificaron a la segunda fase por walkover. La mayor victoria en la competición llegó en esta fase con el 16-0 de Wanderers sobre el Farningham.
| Fecha      | Local                | Resultado | Visitante          |
| ---------- | -------------------- | --------- | ------------------ |
| 14-11-1874 | Southall             | 0–0       | Leyton             |
| 14-11-1874 | Hitchin              | 0–1       | Maidenhead         |
| 7-11-1874  | Royal Engineers      | 3–0       | Marlow             |
| 7-11-1874  | Clapham Rovers       | 3–0       | Panthers           |
| -          | Reigate Priory       | BYE.      |                    |
| -          | Civil Service        | Walkover  | Harrow Chequers    |
| 24-10-1874 | Upton Park           | 0–3       | Barnes             |
| 31-10-1874 | Wanderers            | 16–0      | Farningham         |
| 31-10-1874 | Oxford University    | 6–0       | Brondesbury        |
| -          | Windsor Home Park    | Walkover  | Uxbridge           |
| 5-11-1874  | Old Etonians         | 0–0       | Swifts             |
| -          | Shropshire Wanderers | Walkover  | Sheffield          |
| 31-10-1874 | Woodford Wells       | 1–0       | High Wycombe       |
| 10-10-1874 | Pilgrims             | 3–1       | South Norwood      |
| 14-11-1874 | Cambridge University | 0–0       | Crystal Palace (*) |

### Partidos de desempate
| Fecha      | Local                | Resultado | Visitante          |
| ---------- | -------------------- | --------- | ------------------ |
| 28-11-1874 | Leyton               | 0–5       | Southall           |
| 14-10-1874 | Swifts               | 1–1       | Old Etonians       |
| 21-11-1874 | Cambridge University | 2–1       | Crystal Palace (*) |

(*): No confundir con el Crystal Palace Football Club.

Partido de re-desempate
| Fecha      | Local        | Resultado | Visitante |
| ---------- | ------------ | --------- | --------- |
| 26-11-1874 | Old Etonians | 3–0       | Swifts    |

## Segunda fase
En esta fase hubo quince equipos provenientes de la primera. Debido al número impar de equipos, Old Etonians clasificó directamente a la tercera fase.
| Fecha      | Local                | Resultado | Visitante            |
| ---------- | -------------------- | --------- | -------------------- |
| 5-12-1874  | Royal Engineers      | 5–0       | Cambridge University |
| 5-12-1874  | Maidenhead           | 2–1       | Reigate Priory       |
| 5-12-1874  | Clapham Rovers       | 2–0       | Pilgrims             |
| 21-11-1874 | Wanderers            | 5–0       | Barnes               |
| -          | Oxford University    | Walkover  | Windsor Home Park    |
| -          | Old Etonians         | BYE.      | -                    |
| 14-11-1874 | Shropshire Wanderers | 1–0       | Civil Service        |
| 5-12-1874  | Woodford Wells       | 3–0       | Southall             |

## Tercera fase
Los ocho equipos que avanzaron de la segunda fase participaron en la tercera. No hubo necesidad de que ningún equipo avanzara directamente a la siguiente ronda, y no hubo walkovers.
| Fecha     | Local                | Resultado | Visitante         |
| --------- | -------------------- | --------- | ----------------- |
| 30-1-1875 | Royal Engineers      | 3–2       | Clapham Rovers    |
| 30-1-1875 | Wanderers            | 1–2       | Oxford University |
| 23-1-1875 | Old Etonians         | 1–0       | Maidenhead        |
| 23-1-1875 | Shropshire Wanderers | 1–1       | Woodford Wells    |

### Partido de desempate
| Fecha    | Local          | Resultado | Visitante            |
| -------- | -------------- | --------- | -------------------- |
| 6-2-1875 | Woodford Wells | 0–2       | Shropshire Wanderers |

## Semifinales
Los cuatro equipos ganadores de la tercera fase participaron en las semifinales. Old Etonians venció 1-0 a Shropshire Wanderers. Royal Engineers por su parte, necesitó un partido de desempate para lograr vencer a Oxford University, el global terminó 2–1.
| Fecha     | Local           | Resultado | Visitante            |
| --------- | --------------- | --------- | -------------------- |
| 27-2-1875 | Royal Engineers | 1–1       | Oxford University    |
| 27-2-1875 | Old Etonians    | 1–0       | Shropshire Wanderers |

### Partido de desempate
| Fecha    | Local           | Resultado | Visitante         |
| -------- | --------------- | --------- | ----------------- |
| 5-3-1875 | Royal Engineers | 1–0       | Oxford University |

## Final
La final de la copa se jugó el 13 de marzo de 1875 entre el Royal Engineers y el Old Etonians en The Oval en Londres. El partido fue arbitrado por el fundador de la copa C. W. Alcock de Wanderers Football Club. El juego terminó en empate 1-1, con goles de Henry Renny-Tailyour para el Royal Engineers y Alexander Bonsor para el Old Etonians .
| 13 de marzo de 1875 | Royal Engineers      | 1-1 | Old Etonians     | The Oval, Londres                                       |                                                         |
|                     | Henry Renny-Tailyour |     | Alexander Bonsor | Asistencia: 2 000 espectadores Árbitro(s): C. W. Alcock | Asistencia: 2 000 espectadores Árbitro(s): C. W. Alcock |

### Partido de desempate
El desempate se jugó tres días más tarde, también en The Oval y arbitrado por C. W. Alcock. Los goles de Henry Renny-Tailyour y William Stafford le dieron al Royal Engineers una victoria por 2-0 y su primer título de la FA Cup, luego de tres intentos.
| 16 de marzo de 1875 | Royal Engineers                         | 2-0 | Old Etonians | The Oval, Londres                                       |                                                         |
|                     | Henry Renny-Tailyour · William Stafford |     |              | Asistencia: 3 000 espectadores Árbitro(s): C. W. Alcock | Asistencia: 3 000 espectadores Árbitro(s): C. W. Alcock |

|                 |
| Campeón         |
| Royal Engineers |
| 1º título       |